# Damo
Damo var ett slags tjänstefolk i  Joseondynastins Korea, som i samhället rankades lägre än slavar. Deras huvudarbetsuppgift var att servera överklassen. De bodde i slotten.
2003 spelades den sydkoreanska mini-TV-serien Damo in på temat.